# فلوران ماتيو
فلوران ماتيو (بالإنجليزية: Florent Mathieu)‏ ولد بتاريخ 19 مارس عام 1919، في بلجيكا، وتوفي في 2 مارس عام 1999، كان دراج بلجيكي.

## روابط خارجية
- فلوران ماتيو على موقع أرشيف الدراجات (الإنجليزية)
- فلوران ماتيو على موقع إحصائيات الدراجات الإحترافية (الإنجليزية)